# Waldolwisheim
Waldolwisheim ist eine französische Gemeinde mit 561 Einwohnern (Stand 1. Januar 2021) im Département Bas-Rhin in der Europäischen Gebietskörperschaft Elsass und in der Region Grand Est. Im nördlichen Gemeindegebiet verläuft die Mossel, ein Zufluss der Zorn.

## Siehe auch

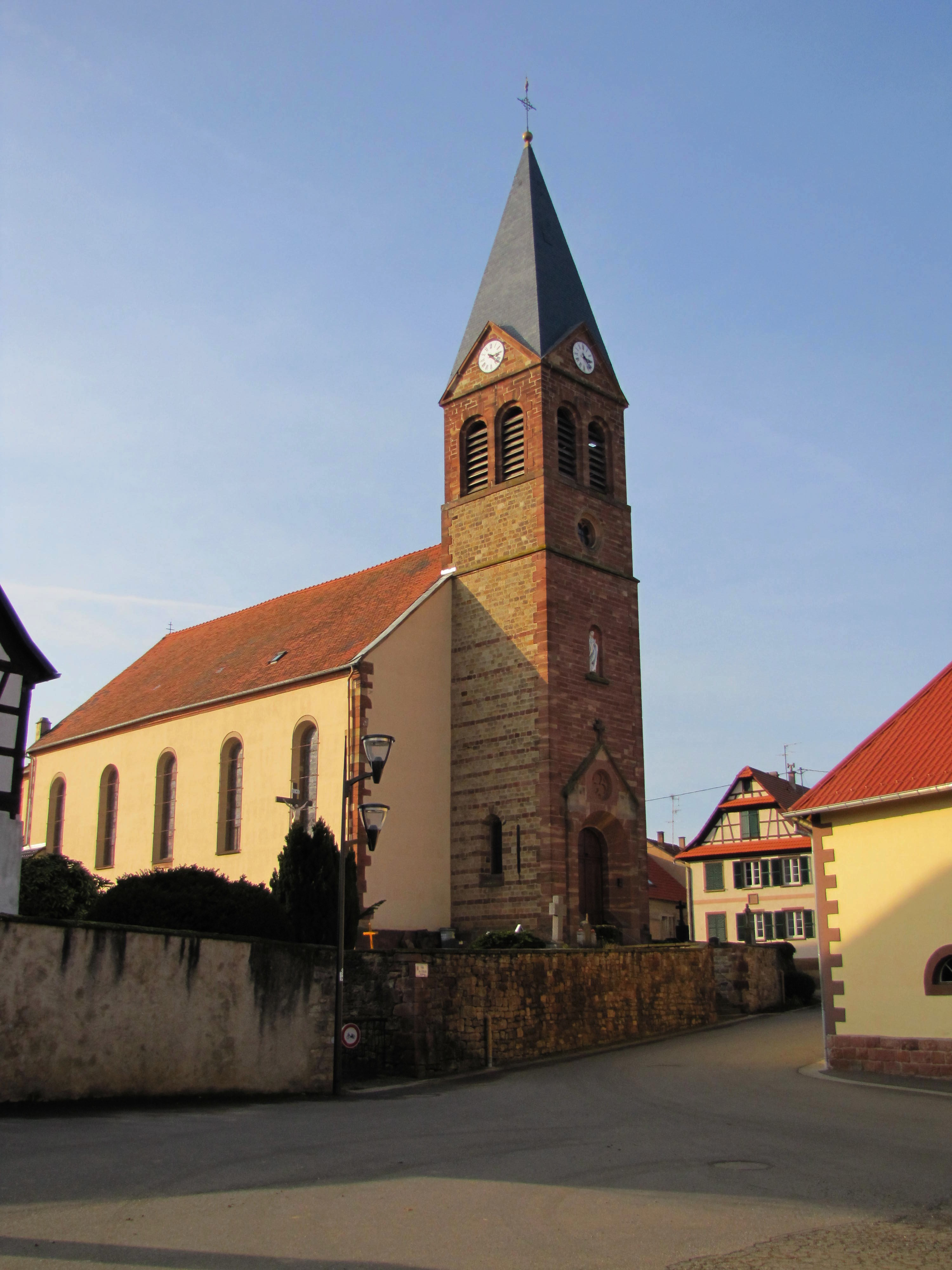
Kirche St. Pankraz (Saint Pancrace)

## Bevölkerungsentwicklung
| Jahr                       | 1962 | 1968 | 1975 | 1982 | 1990 | 1999 | 2006 | 2014 | 2020 |
| Einwohner                  | 461  | 465  | 465  | 562  | 562  | 530  | 537  | 553  | 562  |
| Quellen: Cassini und INSEE |      |      |      |      |      |      |      |      |      |